# 北 (桶川市)
北（きた）は、埼玉県桶川市の町名。現行行政地名は北一丁目から二丁目。住居表示実施地区。郵便番号363-0011。

## 地理
埼玉県の中央地域（県央地域）で、桶川市中央の大宮台地上に位置する台形の形の区域。東部で末広、南部で寿、西部で西、北部で大字坂田や大字加納の飛び地と隣接する。
地内は主に戸建ての住宅が建ち並ぶ第一種住居地域に指定された住宅地である。寿との境界線付近は近隣商業地域に指定された商業地である。二丁目の一部や国道17号沿道の多くは準工業地域され、ロードサイド店舗が建ち並ぶ。
地内の旧中山道と川越栗橋線の交差点（桶川市役所入口交差点）に桶川宿の京都側からの入口（上の木戸）である市旧跡の「木戸址」がある。なお、桶川宿の江戸側からの入口（下の木戸）は、旧中山道とかつての川越栗橋線（東一丁目と二丁目の境）の交差点の場所にある。

### 地価
住宅地の地価は、2024年（令和6年）の公示地価によれば、北一丁目12-13の地点で11万7000円/m2となっている。

## 歴史
- 1967年（昭和42年） - 桶川町大字桶川の一部から住居表示を実施して北一丁目が成立[7][8]。
- 1968年（昭和43年）
  - 7月 - 地内に桶川町消防本部・桶川町消防署（現、埼玉県央広域消防本部桶川消防署）が開設される。
  - 月日不明 - 桶川町大字桶川の一部から住居表示を実施して北二丁目が成立[7]。
- 1970年（昭和45年）11月3日 - 桶川町が市制施行し、桶川市の町丁となる[8][9]。

## 世帯数と人口
2024年（令和6年）1月1日現在の世帯数と人口は以下の通りである。
| 丁目     | 世帯数    | 人口    |
| -------- | --------- | ------- |
| 北一丁目 | 807世帯   | 1,709人 |
| 北二丁目 | 728世帯   | 1,463人 |
| 計       | 1,535世帯 | 3,172人 |

## 小・中学校の学区
市立小・中学校に通う場合、学区は以下の通りとなる。
| 丁目     | 番地 | 小学校             | 中学校               |
| -------- | ---- | ------------------ | -------------------- |
| 北一丁目 | 全域 | 桶川市立桶川小学校 | 桶川市立桶川東中学校 |
| 北二丁目 | 全域 | 桶川市立桶川小学校 | 桶川市立桶川東中学校 |

## 交通
地内に鉄道は敷設されていない。最寄り駅は桶川駅で北一丁目12-13の地点よりおよそ1 km離れている。

### 道路
- 国道17号大宮バイパス
- 埼玉県道12号川越栗橋線
- 埼玉県道164号鴻巣桶川さいたま線（旧中山道）

### バス
バス路線では地区内には桶川駅東口を発着する朝日自動車の路線バスのほか、コミュニティバスの桶川市内循環バス「べにばなGO」（東10：東部工業団地回り・東20：おけがわ団地回り）が運行され、そのバス停留所がある（桶川駅#バス路線も参照）。

## 施設
国道17号や旧中山道沿道に多数の商業施設が立地する。
一丁目
- 埼玉県央広域消防本部桶川消防署
- 労働福祉会館
- 桶川市立北保育所